# Olios kiranae
Olios kiranae là một loài nhện trong họ Sparassidae.
Loài này thuộc chi Olios. Olios kiranae được miêu tả năm 1988 bởi Sethi & Benoy Krishna Tikader.